# CA：临床医师癌症杂志
CA：临床医师癌症杂志（英語：CA: A Cancer Journal for Clinicians）是威立—布莱克威尔出版社为美国癌症协会出版的一份双月刊同行评审的医学期刊。该期刊覆盖了癌症诊断、治疗和预防方面的研究。
根据2019年期刊引证报告，该期刊2019年的影响因子为292.278，在该数据库的所有期刊中排名第一。